# Acushnet Company
A Acushnet Company é uma empresa americana focada no mercado de golfe. A empresa opera uma série de marcas que fabricam equipamentos de golfe, roupas e acessórios.
As principais marcas operadas pela Acushnet são Titleist, mais conhecida por bolas e tacos; Footjoy, marca de vestuário com particular enfoque em sapatos e luvas; Scotty Cameron, uma marca líder de tacos; Vokey Design, uma marca líder de cunha; Union Green, uma marca de bolas de golfe e acessórios para jogadores casuais; e Pinnacle, uma marca de bola de longa distância.

## História
Fundada em Acushnet, Massachusetts, por Philip E. "Skipper" Young em 1910, a "Acushnet Process Company" se concentrava na remoção de resina do látex e no fornecimento de borracha para a indústria e, com o tempo, começou a fabricar seus próprios produtos à base de borracha, incluindo garrafas de água e toucas de banho.. Eventualmente, Acushnet Process tornou-se um fabricante de equipamentos de golfe, principalmente bolas de golfe.
Em 1932, a empresa se dividiu em duas divisões: Rubber e Golf, ambas com bastante sucesso. Três anos depois, a divisão de golfe produziu a bola de golfe Titleist, que sempre foi o produto de maior sucesso da empresa.
Em 1976, a empresa foi comprada pela American Brands (agora conhecida como Fortune Brands). Em 1995, a Fortune vendeu a divisão Acushnet Rubber da Acushnet Company, que era o negócio original da Acushnet (por volta do início dos anos 1900).[carece de fontes?]
A Fortune Brands anunciou em 8 de dezembro de 2010 que planejava se concentrar em seu negócio de bebidas alcoólicas e iria desmembrar ou vender outras partes da empresa - incluindo móveis domésticos e hardware, e Acushnet (que inclui Titleist, FootJoy, Scotty Cameron e outras marcas de produtos de golfe). Em 20 de maio de 2011, foi anunciado que um grupo coreano associado à Fila Korea, Ltd. e à Mirae Asset Private Equity compraria a Acushnet por $ 1,23 bilhão em dinheiro. O negócio foi concluído em 29 de julho de 2011.
Em 28 de outubro de 2016, a Acushnet foi listada na Bolsa de Valores de Nova York por meio de uma oferta pública inicial. Em agosto de 2018, a Fila Korea adquiriu o controle acionário com a compra de 20% adicionais de vários outros investidores, incluindo a Mirae Asset, para elevar suas participações para 53,1%.

## Operações
Acushnet emprega cerca de 3.000 pessoas em Massachusetts, tornando-se um dos maiores empregadores da região. Está sediada em Fairhaven, Massachusetts, ao lado de seu Centro de Embalagem e Distribuição, cerca de três milhas (cinco quilômetros) ao sul de sua localização original.
Eles também têm duas fábricas de bolas de golfe e um Centro de Tecnologia de P&D localizado no Parque Industrial de New Bedford, bem como uma fábrica de bolas de golfe personalizadas localizada em New Bedford.
Atualmente, a Acushnet opera várias instalações, muitas das quais em Massachusetts, como segue:
- Ball Plant 2: Acushnet Company, 256 Samuel Barnett Boulevard, North Dartmouth, MA 02747
- Ball Plant 3: Acushnet Company, 215 Duchaine Boulevard, New Bedford, MA 02746
- Ball Plant C: Acushnet Company, 700 Belleville Avenue, New Bedford, MA 02746
- Ball Plant 4: Acushnet Titleist (Tailândia) Ltd. Hemaraj Eastern Seaboard Industrial Estate/Zona Franca, 500/40 Moo 3 Tambon Tasit, Amphur Pluakdaeng, Rayong 21140
- Distribuição: Acushnet Company, 333 Bridge Street, Fairhaven, MA 02719
- Centro de P&D: Acushnet Company, 181 Samuel Barnett Boulevard, North Dartmouth, MA 02747

## Marcas
As principais marcas da Acushnet Company são Footjoy, Scotty Cameron, Titleist e Vokey.

### FootJoy
FootJoy é uma empresa de roupas de golfe com sede em Massachusetts e fundada em 1857. A Footjoy foi adquirida pela Acushnet Company em 1985 da General Mills. Atualmente, a FootJoy é a vendedora número um de sapatos e luvas de golfe nos Estados Unidos.
Os produtos FootJoy incluem calçados esportivos, luvas de golfe, roupas (camisas, shorts, calças, meias, suéter, jaquetas, moletons) e acessórios (bolsas, luvas, bonés, guarda-chuvas).

### Scotty Cameron
Scotty Cameron é um designer de tacos de golfe especializado em putters sofisticados. Cameron atualmente reside e fundou sua empresa, Scotty Cameron, na Califórnia. Cameron fez seus primeiros putters usando a garagem de sua sogra como sua fábrica. Após trabalhar com várias empresas de golfe, Scotty aceitou um acordo com a Titleist. Mais tarde, Cameron criou uma "Custom Shop" onde usuários e colecionadores podem personalizar seu putter solicitando um preenchimento de tinta personalizado, gravação, faixa de eixo e aderência com outras opções. Os jogadores também podem trazer seu taco Scotty Cameron mais antigo e consertá-lo.
Os putters de Cameron, os mais célebres dos quais são inspirados nos designs originais de Karsten Solheim (PING) (Anser, Zing, B60) têm o nome de cidades litorâneas populares da Califórnia (Newport Beach, Laguna Beach) e condados do norte da Califórnia famosos por seu golfe, vinho, e turismo de lazer (Sonoma, Napa, Monterey). Seus designs originais, geralmente tacos de taco, costumam ser nomeados usando um jogo de palavras improvisado. Cameron é mestre em marcas de prestígio, chegando a registrar (sob o nome Acushnet) a sigla "GSS" ou aço inoxidável alemão. "GSS" é simplesmente 303 inoxidável importado da Alemanha e usado nos lançamentos mais exclusivos da Cameron. É molecularmente idêntico a outros aços 303.

### Titleist
Fundada por Phillip E. "Skipper" Young, formado pelo Instituto de Tecnologia de Massachusetts em 1932, a marca é focada em bolas e tacos de golfe. As bolas Titleist são produzidas pela Acushnet desde 1935.
As bolas do Titleist também foram as bolas mais usadas no US Open de 1949.

### Vokey Design
A marca Vokey foi criada por Bob Vokey, um artesão canadense que deixou seu país natal para se estabelecer nos Estados Unidos. Como suas tentativas como jogador de golfe falharam, Vokey começou a fabricar tacos de golfe.